# Boudry (Burkina Faso)
Boudry è un dipartimento del Burkina Faso classificato come comune, situato nella provincia di Ganzourgou, facente parte della Regione dell'Altopiano Centrale.
Il dipartimento si compone del capoluogo e di altri 68 villaggi: Bagzan, Boéna, Boudry-Peulh, Bourma, Dikomtinga, Douré, Foulgo, Gondré, Gouingo, Gounghin, Ibogo, Koankin, Kostenga, Lelkom, Liguidmalguéma, Limsèga, Manéssé, Mankarga-Traditionnel, Mankarga V1, Mankarga V3, Mankarga V4, Mankarga V5, Mankarga V6, Mankarga V7, Mankarga V8, Mankarga V9, Mankarga V10, Mankarga V11, Nabasnonghin, Nabinkinsma, Nabiraogtenga, Nabmalguéma, Nadioutenga, Nanom, Nédogo, Nédogo-Peulh, Ouaongtenga, Ouayalgui V1, Ouayalgui V2, Ouayalgui V3, Ouayalgui V4, Ouayalgui V5, Payamtenga, Pittyn, Poédogo, Pousghin, Sankuissi, Silmiougou, Songdin, Tallé, Tamissi, Tanama V1, Tanama V2, Tanama V3, Tanama V4, Tanama V5, Tanghin, Tankoala, Tanlouka, Tansèga, Tanwaka, Taonsgo, Tinsalgo, Toyogdo, Yaïka, Yinsinbingba, Zanrsin e Zoangpighin.